# Resende FC
Der Resende Futebol Clube, kurz RFC, ist ein brasilianischer Fußballverein aus Resende im Bundesstaat Rio de Janeiro.

## Geschichte
Trotz einer langen Tradition dauerte es beinahe 100 Jahre, bis der RFC im Jahr 2007 in die erste Liga der Staatsmeisterschaft von Rio de Janeiro aufsteigen konnte. Für die nationale Meisterschaft Brasiliens qualifizierte sich der Verein erstmals für die Saison 2013 zur untersten Spielklasse der Série D, aus der er sofort wieder ausgeschieden ist. Mit dem Gewinn des Staatspokals 2014 konnte er sich für die Folgesaison ein zweites Mal zur Série D qualifizieren. Den zweiten Pokalgewinn 2015 verwendet der Verein zur Teilnahme an der Copa do Brasil der Saison 2016.

## Erfolge
- Staatspokal von Rio de Janeiro: 2014, 2015
- Taça Rio: 2022